# Serena Auñón-Chancellor
Serena Maria Auñón-Chancellor (Indianapolis, 9 aprile 1976) è un'astronauta e medico statunitense.
È partita per la sua prima missione spaziale il 6 giugno 2018 a bordo della Sojuz MS-09 per le Expedition 56/57.

## Vita privata
Il padre, Jorge Auñón, è un esiliato cubano arrivato negli Stati Uniti nel 1960. È sposata con Jeff Chancellor e ha una figliastra di nome Serafina Chancellor. Auñón-Chancellor è un operatore radioamatoriale autorizzato con il segnale di chiamata KG5TMT.

## Carriera come medico
Auñón-Chancellor ha conseguito una laurea in ingegneria elettrica alla George Washington University, a Washington nel 1997 e un dottorato in medicina all'University of Texas - Health Science Center a Houston nel 2001. Dopo aver completato tre anni di tirocinio in medicina interna all'University of Texas Medical Branch (UTMB) a Galveston, Texas, nel 2004, ha svolto un anno aggiuntivo come Capo specializzando nel Dipartimento di Medicina interna. Inoltre nel 2007 ha completato un tirocinio in medicina aerospaziale all'UTMB e un master in Salute pubblica. È certificata sia in medicina interna che medicina aerospaziale. Auñón-Chancellor ha iniziato a lavorare al Johnson Space Center ad agosto 2006 come Medico di volo con il contratto tra UTMB/Wyle Bioastronautics e la NASA. Ha trascorso più di nove mesi in Russia a supporto delle operazioni mediche per i membri degli equipaggi della Stazione spaziale internazionale (ISS) nella Città delle Stelle e nel Kazakistan, inclusi gli addestramenti di sopravvivenza in acqua in Ucraina. Durante la missione Shuttle STS-127 è stata Vice medico di volo dell'equipaggio e poi vice capo nelle operazioni mediche del programma Orion. Durante la sua carriera di medico aerospaziale ha partecipato a diverse ricerche scientifiche sulle radiazioni spaziali e i rischi che causano alla salute.

## Carriera alla NASA

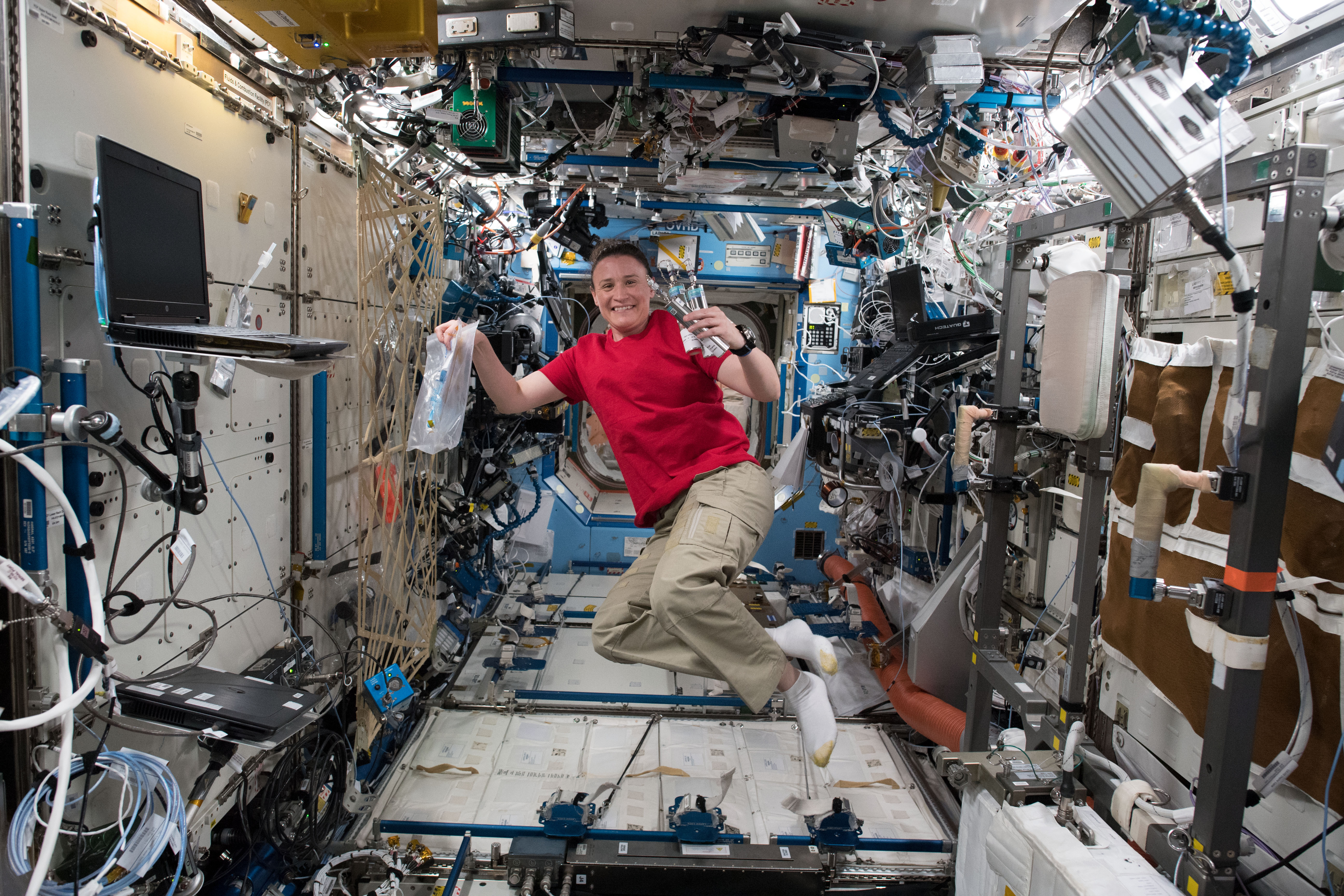
Auñón-Chancellor nel modulo Destiny della ISS

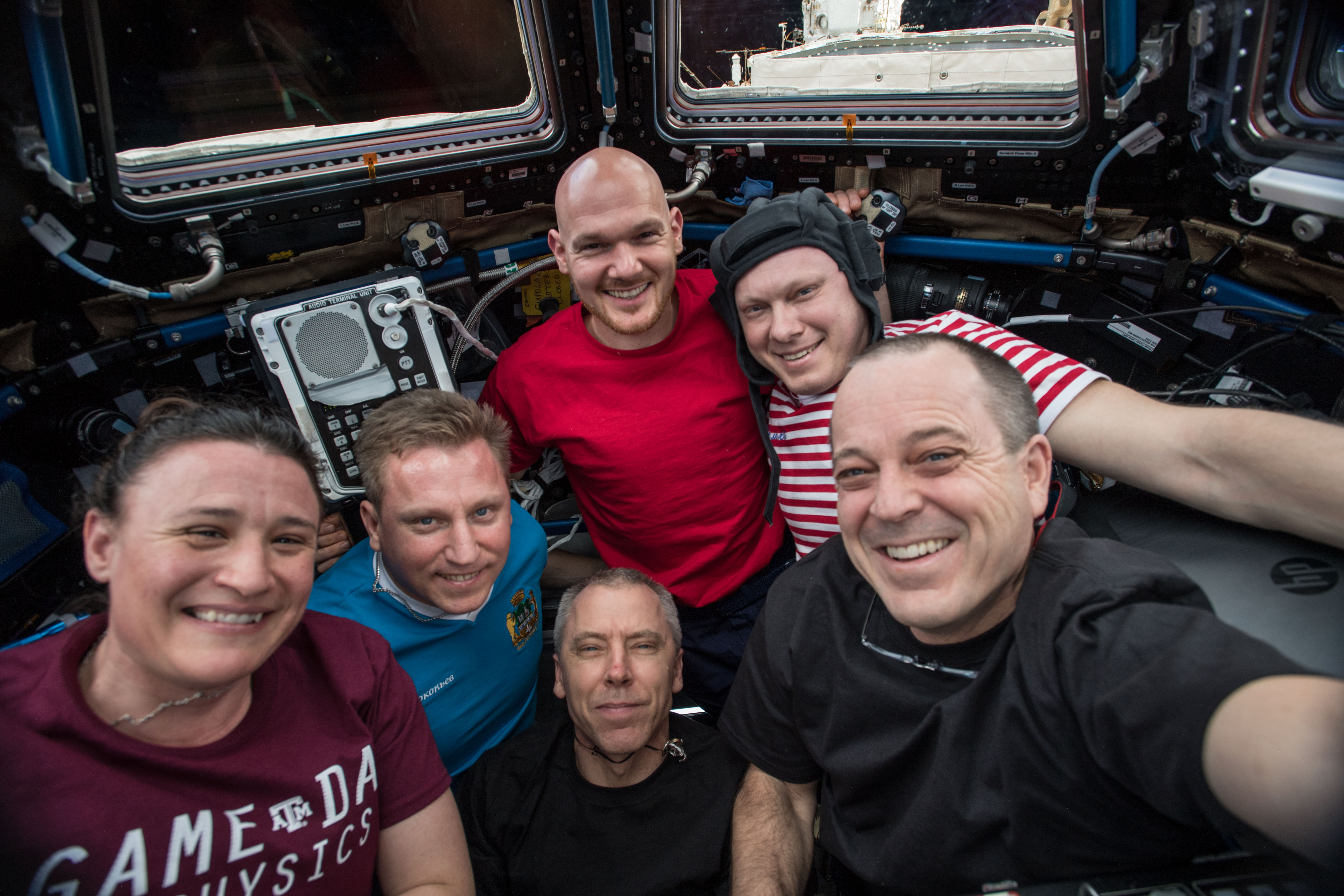
L'equipaggio della Expedition 56

Nel luglio del 2009 è stata selezionata come candidata astronauta del Gruppo 20 degli Astronauti NASA. Durante i primi due anni ha preso parte all'addestramento di base degli ASCAN in cui ha acquisito conoscenze sui sistemi della ISS, nelle attività extraveicolari (EVA) e robotiche, nel volo a bordo dei T-38, nelle esercitazioni di sopravvivenza in acqua e nei boschi. Tra il 2010 e 2011 ha partecipato a due missioni ANSMET (Antarctic Search for Meteorites). Nel giugno del 2012 è stata assegnata a NEEMO 16 come membro della squadra a terra che manovrava il sommergibile monoposto Deep Worker. A luglio 2015 ha partecipato ad un'altra missione NEEMO, NEEMO 20, questa volta come membro dell'equipaggio permanente del modulo abitativo subacqueo Aquarius. In attesa di essere assegnata ad una missione ha lavorato anche come CAPCOM della ISS e Capo CAPCOM per le missioni cargo di rifornimento SpaceX CRS-4 e SpaceX CRS-8. Il 28 marzo 2017 la NASA ha annunciato l'assegnazione di Auñón-Chancellor alle Expedition 58/59 ma all'inizio dell'anno successivo è stata trasferita alle Expedition 56/57, prendendo il posto di Jeanette Epps.

### Expedition 56/57
Il 6 giugno 2018 è partita dal Cosmodromo di Baikonur a bordo della Sojuz MS-09 con il comandante Sergej Prokop'ev e l'ingegnere di volo 1 Alexander Gerst ed attraccata alla ISS dopo due giorni di viaggio. Durante la sua permanenza in orbita di quasi 200 giorni ha svolto centinaia di esperimenti scientifici in vari campi, tra cui medici, biologici e fisici. Durante le EVA russe del 15 agosto e dell'11 dicembre 2018 ha ricoperto il ruolo di membro IV (Intraveicolare), aiutando i cosmonauti nelle operazioni pre e post EVA. Il rientro a Terra è avvenuto il 20 dicembre 2018.